# VM i håndbold 1990 (kvinder)
Verdensmesterskabet i håndbold for damer i 1990 var den tiende indendørs VM-slutrunde for kvinder, og den blev afholdt i Sydkorea i perioden 24. november – 4. december 1990. Danmark deltog for første gang siden 1975.
De 16 deltagende lande spillede først en indledende runde med 4 grupper á 4 hold. De tre bedste hold fra hver gruppe gik videre til hovedrunden om placeringerne 1-12, mens de fire resterende hold spillede om placeringerne 13-16.
Det nu genforende Tyskland deltog med to hold – 'Tyskland DHB' (Vesttyskland) og Tyskland DHV (DDR), idet både Vesttyskland og DDR havde kvalificeret sig til slutrunden.

## Indledende runde
| Gruppe A                   |                            |                            |       |
| Tyskland DHB - Frankrig    | Tyskland DHB - Frankrig    | Tyskland DHB - Frankrig    | 17-12 |
| Jugoslavien - Polen        | Jugoslavien - Polen        | Jugoslavien - Polen        | 19-18 |
| Frankrig - Jugoslavien     | Frankrig - Jugoslavien     | Frankrig - Jugoslavien     | 18-23 |
| Polen - Tyskland DHB       | Polen - Tyskland DHB       | Polen - Tyskland DHB       | 18-21 |
| Jugoslavien - Tyskland DHB | Jugoslavien - Tyskland DHB | Jugoslavien - Tyskland DHB | 21-18 |
| Polen - Frankrig           | Polen - Frankrig           | Polen - Frankrig           | 29-19 |
|                            | Kampe                      | Mål                        | Point |
| Jugoslavien                | 3                          | 63-54                      | 6     |
| Tyskland DHB               | 3                          | 56-51                      | 4     |
| Polen                      | 3                          | 65-59                      | 2     |
| Frankrig                   | 3                          | 49-69                      | 0     |

| Gruppe B           |                    |                    |       |
| Sydkorea - Østrig  | Sydkorea - Østrig  | Sydkorea - Østrig  | 18-19 |
| Sverige - Kina     | Sverige - Kina     | Sverige - Kina     | 15-17 |
| Kina - Sydkorea    | Kina - Sydkorea    | Kina - Sydkorea    | 28-22 |
| Østrig - Sverige   | Østrig - Sverige   | Østrig - Sverige   | 21-21 |
| Sydkorea - Sverige | Sydkorea - Sverige | Sydkorea - Sverige | 34-25 |
| Østrig - Kina      | Østrig - Kina      | Østrig - Kina      | 21-22 |
|                    | Kampe              | Mål                | Point |
| Kina               | 3                  | 67-58              | 6     |
| Østrig             | 3                  | 61-61              | 3     |
| Sydkorea           | 3                  | 74-72              | 2     |
| Sverige            | 3                  | 61-72              | 1     |

| Gruppe C                     |                              |                              |       |
| Tyskland DHV - Angola        | Tyskland DHV - Angola        | Tyskland DHV - Angola        | 28-16 |
| Sovjetunionen - Danmark      | Sovjetunionen - Danmark      | Sovjetunionen - Danmark      | 21-17 |
| Angola - Sovjetunionen       | Angola - Sovjetunionen       | Angola - Sovjetunionen       | 15-28 |
| Danmark - Tyskland DHV       | Danmark - Tyskland DHV       | Danmark - Tyskland DHV       | 19-23 |
| Sovjetunionen - Tyskland DHV | Sovjetunionen - Tyskland DHV | Sovjetunionen - Tyskland DHV | 21-20 |
| Danmark - Angola             | Danmark - Angola             | Danmark - Angola             | 22-7  |
|                              | Kampe                        | Mål                          | Point |
| Sovjetunionen                | 3                            | 70-52                        | 6     |
| Tyskland DHV                 | 3                            | 71-56                        | 4     |
| Danmark                      | 3                            | 58-51                        | 2     |
| Angola                       | 3                            | 38-78                        | 0     |

| Gruppe D             |                      |                      |       |
| Norge - Bulgarien    | Norge - Bulgarien    | Norge - Bulgarien    | 22-18 |
| Rumænien - Canada    | Rumænien - Canada    | Rumænien - Canada    | 34-19 |
| Canada - Norge       | Canada - Norge       | Canada - Norge       | 22-27 |
| Bulgarien - Rumænien | Bulgarien - Rumænien | Bulgarien - Rumænien | 17-18 |
| Bulgarien - Canada   | Bulgarien - Canada   | Bulgarien - Canada   | 32-20 |
| Norge - Rumænien     | Norge - Rumænien     | Norge - Rumænien     | 13-12 |
|                      | Kampe                | Mål                  | Point |
| Norge                | 3                    | 62-52                | 6     |
| Rumænien             | 3                    | 64-49                | 4     |
| Bulgarien            | 3                    | 68-60                | 2     |
| Canada               | 3                    | 61-94                | 0     |

## Hovedrunde og placeringsrunde
| Hovedrunde - Gruppe I   |                         |                         |       |
| Jugoslavien - Sydkorea  | Jugoslavien - Sydkorea  | Jugoslavien - Sydkorea  | 28-24 |
| Tyskland DHB - Østrig   | Tyskland DHB - Østrig   | Tyskland DHB - Østrig   | 20-24 |
| Polen - Kina            | Polen - Kina            | Polen - Kina            | 31-17 |
| Sydkorea - Polen        | Sydkorea - Polen        | Sydkorea - Polen        | 24-29 |
| Kina - Tyskland DHB     | Kina - Tyskland DHB     | Kina - Tyskland DHB     | 14-19 |
| Østrig - Jugoslavien    | Østrig - Jugoslavien    | Østrig - Jugoslavien    | 15-30 |
| Polen - Østrig          | Polen - Østrig          | Polen - Østrig          | 21-22 |
| Tyskland DHB - Sydkorea | Tyskland DHB - Sydkorea | Tyskland DHB - Sydkorea | 31-23 |
| Jugoslavien - Kina      | Jugoslavien - Kina      | Jugoslavien - Kina      | 26-27 |
|                         | Kampe                   | Mål                     | Point |
| Jugoslavien             | 5                       | 124-102                 | 8     |
| Tyskland DHB            | 5                       | 109-100                 | 6     |
| Østrig                  | 5                       | 101-111                 | 6     |
| Kina                    | 5                       | 108-119                 | 6     |
| Polen                   | 5                       | 117-103                 | 4     |
| Sydkorea                | 5                       | 111-135                 | 0     |

| Hovedrunde - Gruppe II    |                           |                           |       |
| Sovjetunionen - Bulgarien | Sovjetunionen - Bulgarien | Sovjetunionen - Bulgarien | 33-23 |
| Tyskland DHV - Rumænien   | Tyskland DHV - Rumænien   | Tyskland DHV - Rumænien   | 15-15 |
| Danmark - Norge           | Danmark - Norge           | Danmark - Norge           | 16-20 |
| Bulgarien - Danmark       | Bulgarien - Danmark       | Bulgarien - Danmark       | 20-19 |
| Norge - Tyskland DHV      | Norge - Tyskland DHV      | Norge - Tyskland DHV      | 14-22 |
| Rumænien - Sovjetunionen  | Rumænien - Sovjetunionen  | Rumænien - Sovjetunionen  | 26-29 |
| Tyskland DHV - Bulgarien  | Tyskland DHV - Bulgarien  | Tyskland DHV - Bulgarien  | 31-21 |
| Danmark - Rumænien        | Danmark - Rumænien        | Danmark - Rumænien        | 26-19 |
| Sovjetunionen - Norge     | Sovjetunionen - Norge     | Sovjetunionen - Norge     | 22-20 |
|                           | Kampe                     | Mål                       | Point |
| Sovjetunionen             | 5                         | 126-106                   | 10    |
| Tyskland DHV              | 5                         | 111-90                    | 7     |
| Norge                     | 5                         | 89-90                     | 6     |
| Rumænien                  | 5                         | 90-100                    | 3     |
| Danmark                   | 5                         | 97-103                    | 2     |
| Bulgarien                 | 5                         | 99-123                    | 2     |

| Placeringsrunde (13.- 16.plads) |                    |                    |       |
| Frankrig - Angola               | Frankrig - Angola  | Frankrig - Angola  | 24-20 |
| Angola - Sverige                | Angola - Sverige   | Angola - Sverige   | 14-28 |
| Sverige - Canada                | Sverige - Canada   | Sverige - Canada   | 21-16 |
| Frankrig - Sverige              | Frankrig - Sverige | Frankrig - Sverige | 17-27 |
| Canada - Frankrig               | Canada - Frankrig  | Canada - Frankrig  | 21-24 |
| Angola - Canada                 | Angola - Canada    | Angola - Canada    | 21-25 |
|                                 | Kampe              | Mål                | Point |
| 13. Sverige                     | 3                  | 76-47              | 6     |
| 14. Frankrig                    | 3                  | 65-68              | 4     |
| 15. Canada                      | 3                  | 62-66              | 2     |
| 16. Angola                      | 3                  | 55-77              | 0     |

## Placeringskampe
| Kamp om 11.pladsen: | Bulgarien - Sydkorea        | 23-36 |
| Kamp om 9.pladsen:  | Polen - Danmark             | 27-26 |
| Kamp om 7.pladsen:  | Rumænien - Kina             | 25-19 |
| Kamp om 5.pladsen:  | Østrig - Norge              | 23-19 |
| Bronzekamp:         | Tyskland DHV - Tyskland DHB | 25-19 |
| Finale              | Jugoslavien - Sovjetunionen | 22-24 |

### Slutstilling
1. Sovjetunionen,
2. Jugoslavien,
3. Tyskland DHV (DDR),
4. Tyskland DHB (Vesttyskland),
5. Østrig,
6. Norge,
7. Rumænien,
8. Kina,
9. Polen,
10. Danmark,
11. Sydkorea,
12. Bulgarien,
13. Sverige,
14. Frankrig,
15. Canada,
16. Angola.